# Sersale
Sersale är en ort och kommun i provinsen Catanzaro i regionen Kalabrien i Italien. Kommunen hade 4 503 invånare (2018).